# Francisco Javier Stegmeier Schmidlin

Bischofswappen von Francisco Javier Stegmeier Schmidlin.

Francisco Javier Stegmeier Schmidlin (* 19. Mai 1962 in Los Ángeles, Región del Biobío, Chile) ist ein chilenischer Geistlicher und römisch-katholischer Bischof von Villarrica.

## Leben
Er war Schüler des deutschen Gymnasiums der Steyler Missionare in Los Ángeles. An der Universität Santa Croce  in Rom erwarb er das Lizenziat in Theologie. 1982 trat er ins Priesterseminar San Rafael der Diözese Concepción ein. Francisco Javier Stegmeier Schmidlin empfing am 3. Dezember 1988 die Priesterweihe für das Bistum Los Ángeles. 
Francisco Javier Stegmeier Schmidlin war Pfarrer der Gemeinde la Sagrada Familia in Los Ángeles, Professor am Priesterseminar von Concepción und zuletzt Professor für Dogmatik am Theologischen Institut der Katholischen Universität von Concepción. Ab 2006 war er auch Rektor des Priesterseminars von Concepción.
Papst Benedikt XVI. ernannte ihn am 7. Februar 2009 zum Bischof von Villarrica. Der Apostolische Nuntius in Chile, Erzbischof Giuseppe Pinto, spendete ihm am 19. April desselben Jahres die Bischofsweihe. Mitkonsekratoren waren der Bischof von Santa Maria de Los Ángeles, Felipe Bacarreza Rodríguez, und sein Amtsvorgänger Sixtus Josef Parzinger OFMCap.